# Presselogistik
Unter Presselogistik versteht man alle Logistikprozesse, die mit der Herstellung, der Weiterverarbeitung, dem Transport und der Zustellung von Zeitungen, Zeitschriften und sonstigen Printmedien verbunden sind. 
Kennzeichen der Presselogistik sind festgelegte Produktionsweisen, lineare Weiterverarbeitungssysteme, festgeschriebene Transportrouten, fixe Zustellzeiten. Vorgelagerte Prozesse finden in den Logistikabteilungen der Verlage statt: Regelmäßige Ermittlung der Auflage je Erscheinungstag, Planung der Erscheinungsweise, Ermittlung des Seitenumfangs und Festlegung des Zeit-Mengen-Gerüsts für die Produktion.
Die Tourenplanung der Auslieferung ist nachgeschaltet: Sie ist eine Rückwärtsplanung ab der spätesten Anlieferungszeit der letzten Abladestelle. Abhängig von der Fahrzeugkapazität wird die späteste Abfahrtzeit ab dem Druckort errechnet.
Die Planung der Zustellung erfolgt manuell. Ein Zusteller kann in einem Innenstadtgebiet mit hoher Empfängerdichte bis zu 800 Exemplare innerhalb von zwei bis drei Stunden zustellen, während in dünn besiedelten ländlichen Gebieten in derselben Zeit höchstens 100 Exemplare auslieferbar sein können.